# 設楽町立設楽中学校
設楽町立設楽中学校（したらちょうりつ したらちゅうがっこう）は、愛知県北設楽郡設楽町田口にある公立中学校。

## 年表
- 2001年（平成13年）4月1日 - 北設楽郡設楽町にある3つの中学校（設楽町立田口中学校、設楽町立名倉中学校、設楽町立清嶺中学校）を統合して設楽町立設楽中学校が創立される。当時の設楽町唯一の中学校となる。
- 2004年（平成16年）4月1日 - 愛知県立田口高校との中高連携一貫教育を開始。
- 2005年（平成17年）10月1日 - (旧)設楽町が津具村と合併し、(新)設楽町となる。津具村にあった津具村立津具中学校は設楽町立津具中学校となり、設楽町立設楽中学校との2校体制となる。
- 2024年（令和6年）4月1日 - 設楽町立津具中学校を統合。再度設楽町唯一の中学校となる。

## 歴史
設楽町の中心部は田口地区であり、田口地区には1947年（昭和22年）に開校した設楽町立田口中学校があった。1960年（昭和35年）には田口中学校八橋分校、設楽町立神田中学校が田口中学校に統合されている。田口中学校は田口字辻前14にあり、現在は設楽町役場・設楽町議会・設楽町民図書館などがある。

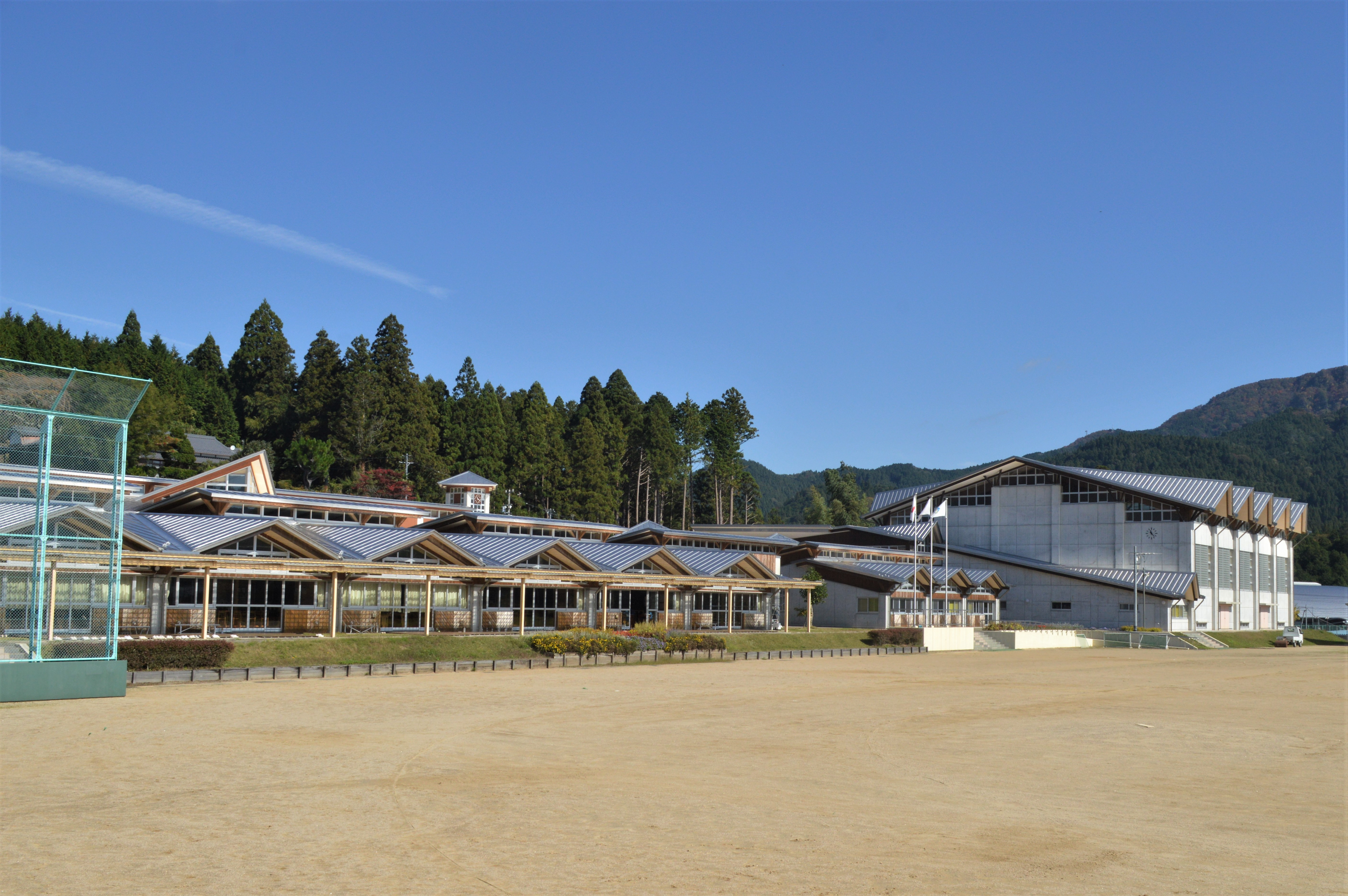
第34回中部建築賞等を受賞した校舎と体育館

設楽町内の中学生徒数の減少により、田口中学校、設楽町立清嶺中学校、設楽町立名倉中学校の3中学校を統合し、2001年（平成13年）4月1日に設楽町立設楽中学校が創設された。ログハウス風の新校舎の設計は伊藤建築設計事務所。設楽町産の木材を使用した鉄筋コンクリート造一部木造2階建ての校舎である。2003年（平成15年）には第34回中部建築賞で受賞し、公立学校優良施設表彰を受けた。2004年（平成16年）には日本建築学会作品選集に選ばれ、2005年（平成17年）には日本建築家協会優秀建築選に選ばれている。
2004年（平成16年）には設楽町内にある愛知県立田口高等学校との間で中高連携一貫教育を開始した。愛知県の公立学校で中高連携一貫教育を行うのは設楽町が初である。2017年度の生徒数は65人。

## 通学区域
以下の4小学校区が設楽中学校の学区である。
- 設楽町立田口小学校
- 設楽町立清嶺小学校
- 設楽町立名倉小学校
- 設楽町立津具小学校（2024年（令和6年）4月1日より）

## 部活動
男子ソフトテニス部、軟式野球部、女子ソフトテニス部、卓球部の4つの運動部のみで文化系部活はない。全校生徒が運動部に所属し、秋には全校で駅伝競走に取り組んでいる。その時には全生徒が駅伝部に所属しているという扱いになり、普段所属している部活動は行われない。
なお、津具中学校との統合により、部活動が見直される予定である。

## アクセス
- 豊鉄バス田口新城線 田口バス停下車 徒歩約15分
- おでかけ北設 大田口バス停下車 徒歩5分、設楽中学校バス停下車 すぐ